# Каппа (літера)
Ка́ппа (велика Κ, мала κ або ϰ; грец. Κάππα) — десята літера грецької абетки, в системі грецьких чисел, має значення 20.